# Kosmos 2251
Kosmos 2251, ruski komunikacijski satelit. Vrste je Strijela-2. Lansiran je 16. lipnja 1993. godine u 04:17 s kozmodroma Pljesecka u Rusiji. Lansiran je u nisku Zemljinu orbitu s lansirališta br. 132 raketom nosačem Kosmos-3M 11K65M. Nije imao propulzijski sustav.Orbita mu je 778 km u perigeju i 803 km u apogeju. Referentni sustav bila je geocentrični. Inklinacija je bila 74°. Spacetrackov kataloški broj je 22675. COSPARova oznaka je 1993-036-A. Zemlju je obilazio u 100,70 minuta. 
Pri lansiranju bio je mase 900 kg. Proizvođač satelita bio je Rešetnjov. Operator satelita bila je Ruska svemirska vojska. 
10. veljače 2009. u 16:56 UTC, sudario se s Iridiumovim satelitom Iridium 33, prvim velikim sudarom dvaju satelita u Zemljinoj orbiti. Iridiumov satelit u vrijeme uporabe bio je radio i razbio se potpuno kao i Kosmos-2251. NASA je izvijestila o velikoj količini otpada nastalog sudarom.

## Vanjske poveznice
- N2YO.com Search Satellite Database
- Celes Trak SATCAT Format Documentation (engl.)